# Krakoveț
Krakoveț (în ucraineană Краковець, în poloneză Krakowiec) este o așezare de tip urban din raionul Iavoriv, regiunea Liov, Ucraina. În afara localității principale, mai cuprinde și satele Brojkî, Hlînîți, Moreanți și Peredbirea.

## Demografie
Componența lingvistică a așezării de tip urban Krakoveț
     Ucraineană (99,57%)
     Alte limbi (0,34%)
Conform recensământului din 2001, majoritatea populației așezării de tip urban Krakoveț era vorbitoare de ucraineană (99,57%), existând în minoritate și vorbitori de alte limbi.